# K.E.N-DIGIT
K.E.N-DIGIT(ケンデジット)は、日本のフィンガーダンサーである。TV、CM、PV、舞台、イベント、学校など様々な場所でハンドパフォーマンスを披露している。

## プロフィール
2008年に指先だけをつかったダンスパフォーマンスの存在を知り、始めるようになる。定期的にイベントなどのライブ活動やYouTubeでの映像公開を行っている。度々テレビ出演や、フィンガーアクター（動きのある手のパーツモデル）としてCMやPV出演をしている。その他、振付師など精力的に活動を行っている。

## パフォーマンスの構成
Finger Dance(フィンガーダンス)という、手先や指先のみを使ったパフォーマンスを行う。アニメーションダンスやパントマイムの動きも取り入れ、映像向け、舞台向けなど、それぞれ構成を変えている。　

## テレビ
- シャキーン! (Eテレ、2015年7月7日 - 2022年3月22日）
- 特ダネ!投稿DO画（NHK、2011年7月10日)
- スッキリ!! (日本テレビ、2012年4月19日)
- メレンゲの気持ち[4] (日本テレビ、2012年7月14日)
- 1Hセンス[5] (フジテレビ、2012年7月15日)
- めざましテレビ（フジテレビ、2012年11月19日）
- シャキーン! (Eテレ、2013年1月10日 - 2013年2月11日)
- ZIP! (日本テレビ、2013年6月26日)
- ニッポン・ダンディ[6] (TOKYO MX、2013年10月29日)
- にほんごであそぼ[7]（Eテレ、2014年1月10日 - 2015年2月25日）
- シューイチ[8]（日本テレビ、2014年3月23日）
- Eテレ・ジャッジ[9]（Eテレ、2015年8月25日）
- ヒルナンデス！（日本テレビ、2015年11月18日）
- AbemaNews（AbemaTV、2017年4月12日）
- sumikaのコシカケ[10]（スペースシャワーTV、2018年2月28日）

## CM
- コネクタ[11] (パナソニック)
- ギャラクシータブ10.1LTE[12] (NTTドコモ)
- アプリFLICK RUN[13] (NTTドコモ)
- ブラビアツイート観戦[14] (ソニー)
- みんなの手に、新しい遊びを[15]（gloops）
- SMARTPHONE TAP DANCE[16] (NTTドコモ)
- instax SQUARE SQ10 特長紹介MOVIE「HANDS」[17]（富士フイルム）
- IH Cooking heater - IFA映像[18]（パナソニック）

## PV
- テテ[19](近藤晃央)
- The Place For Freedom[20]（YOJI BIOMEHANIKA）
- ぼくらの魔法[21]（ハンバート ハンバート）

## 振付
- Hot Pepper Beauty ネイルダンス編[22]（ホットペッパービューティー）
- FINGER DANCE MAKEUP いつの時代もメイクは女のテクニック[23]（資生堂 Shiseido）
- テレビドラマ『インハンド』 - ロボットハンド動作シミュレーション協力[24]
- ビオレ ザ ハンド 手洗い後はハンド乳液篇[25]（花王）
- Juice持ってMixedJuice踊ってみた[26]（パイロットコーポレーション）

## 紹介記事
- フィンガーダンス日本の第一人者のスゴい人[27]（日刊スゴい人！）